# 江戸城の乱
江戸城の乱（えどじょうのらん）は、室町時代後期の文明18年（1486年）冬に起きたと推定される事件。太田道灌を謀殺した上杉定正が、道灌の居城である江戸城に拠る嫡男太田資康を追放した事件。

## 概要
この事件について、詳細は不明である。唯一事件の存在をうかがわせる資料として、上杉定正・太田道灌主従いずれとも親交があり、道灌の招きで江戸城内に住んでいた万里集九が、詩集『梅花無尽蔵』の中に丁未の年（文明19年）正月に「江戸城乱後、上杉匠作（修理大夫＝定正）が催した会席」で作ったとされる詩が載せられ、同じく道灌の没後に江戸を去る決意をした起雲という人物の送別のために作った七言絶句の中にも「角声昨夜俄吹起、一別送君梅以前」という語があり、梅が咲く季節（旧暦の12月）前に城内で戦火が起こり城主が交替したことを詠っている。
文明18年（1486年）8月に江戸城から離れた相模国糟屋館で道灌が謀殺され、その後12月以前（時期的には冬）に江戸城内で戦乱が発生し、その結果として道灌の跡を継ぎ江戸城主となった太田資康が放逐され、代わって道灌を謀殺した主君上杉定正が江戸城の新しい主になったことを示していると考えられている。実際に資康はその後、一旦は甲斐国に逃れた後に山内上杉家を頼って長享の乱には山内上杉陣営にて参加し、以後永正2年（1505年）頃に江戸城に復帰するまで20年にわたる亡命生活を送ることになった。